# Valeriana palmeri
Valeriana palmeri är en kaprifolväxtart som beskrevs av Asa Gray och S. Wats. Valeriana palmeri ingår i släktet vänderötter, och familjen kaprifolväxter. Inga underarter finns listade i Catalogue of Life.